# Xenochlorodes graminaria
Xenochlorodes graminaria är en fjärilsart som beskrevs av Vincenz Kollar 1850. Xenochlorodes graminaria ingår i släktet Xenochlorodes och familjen mätare. Inga underarter finns listade i Catalogue of Life.